# Yo estuve ahí (álbum)
Yo estuve ahí es el primer registro en vivo y el sexto álbum de la banda argentina de blues y rock La Mississippi. Fue grabado y filmado los días 11 y 12 de agosto de 2000, en el Teatro Astros de la emblemática calle Corrientes de la ciudad de Buenos Aires.  
Fue publicado por el sello Quatro K-Records, la división musical de la productora de televisión Cuatro Cabezas.
En 2010 se reeditó en formato de CD + DVD.

## Historia
Yo estuve ahí significó un punto importante en la carrera de La Mississippi. Por primera vez, el grupo dejaba registro de sus potentes y enérgicos conciertos en vivo, convirtiendo a este material en un adecuado resumen de la primera década de trayectoria de la banda.
El material fue grabado en vivo en el Teatro Astros de la ciudad de Buenos Aires los días 11 y 12 de agosto de 2000.
En Yo estuve ahí no faltan éxitos como «Blues del equipaje», «El fierro», «San Cayetano», «Mala transa», «Un trago para ver mejor» y, por supuesto, el emblemático «Café Madrid». Además, la banda incluyó un par de estrenos.
Las versiones en directo se vieron realzadas por tres invitados de lujo: Pity Álvarez (Intoxicados), Gustavo Cordera (Bersuit) y León Gieco.
Este disco fue además el primero en ser registrado como parte del contrato que los unió al sello Quatro K-Records, creado por Mario Pergolini, un confeso admirador de la banda. Contó con distribución y comercialización de Sony Music.

## Lista de canciones
| N.º   | Título                                       | Escritor(es)           | Duración |  |
| 1.    | «El fierro»                                  | R. Tapia               | 2:47     |  |
| 2.    | «Blues del equipaje» (con León Gieco)        | R. Tapia               | 3:03     |  |
| 3.    | «Ahora vengo»                                | R. Tapia, J. Hermida   | 3:01     |  |
| 4.    | «La misma moneda»                            | R. Tapia, E. Introcaso | 3:19     |  |
| 5.    | «Mala transa»                                | R. Tapia, G. Ginoi     | 3:35     |  |
| 6.    | «San Cayetano»                               | R. Tapia, G. Ginoi     | 3:20     |  |
| 7.    | «Un poco más»                                | R. Tapia, E. Introcaso | 3:35     |  |
| 8.    | «Piso de madera»                             | R. Tapia, M. Yeyati    | 2:57     |  |
| 9.    | «Matadero»                                   | R. Tapia, G. Ginoi     | 3:17     |  |
| 10.   | «El detalle»                                 | R. Tapia, C. Cannavo   | 3:41     |  |
| 11.   | «Ella»                                       | R. Tapia, G. Ginoi     | 4:21     |  |
| 12.   | «La danza de la lluvia»                      | R. Tapia, E Introcaso  | 3:10     |  |
| 13.   | «Tres palabras»                              | R. Tapia               | 3:17     |  |
| 14.   | «Un trago para ver mejor» (con Pity Álvarez) | R. Tapia, G. Ginoi     | 3:21     |  |
| 15.   | «Café Madrid» (con Gustavo Cordera)          | R. Tapia, E. Introcaso | 4:20     |  |
| 54:41 |                                              |                        |          |  |

## Músicos

#### La Mississippi
- Ricardo Tapia — voz.
- Gustavo Ginoi — guitarras.
- Eduardo Introcaso — saxo alto.
- Zeta Yeyati — saxo tenor.
- Claudio Cannavo — bajos.
- Miguel De Ipola — teclados.
- Juan Carlos Tordó — batería y percusión.[4]

#### Invitados
- León Gieco en «Blues del equipaje»
- Pity Álvarez en «Un trago para ver mejor»
- Gustavo Cordera en «Café Madrid».